# Leptophis nebulosus
Leptophis nebulosus — вид змій родини вужевих (Colubridae). 

## Поширення
Вид поширений у тропічних лісах  Панами, Коста-Рики, Нікарагуа та Гондурасу. 

## Опис
Тіло оливково-зеленого забарвлення та сягає 120,6 см завдовжки.